# Bobsleeën op de Olympische Winterspelen 1956
Bobsleeën is een van de sporten die beoefend werden tijdens de Olympische Winterspelen 1956 in Cortina d'Ampezzo, Italië. 

## Heren

### 2-mansbob
| rang   | sporter(s)                                         | land     | tijd    |
| ------ | -------------------------------------------------- | -------- | ------- |
| Goud   | Lamberto Dalla Costa Giacomo Conti                 | ITA - I  | 5:30.14 |
| Zilver | Eugenio Monti Renzo Alverà                         | ITA - II | 5:31.45 |
| Brons  | Max Angst Harry Warburton                          | SUI - I  | 5:37.46 |
| 4      | Alfonso De Portago Vicente Sartorius               | ESP - I  | 5:37.60 |
| 5      | Waightman Alan Washbond Patrick Walter Biesiadecki | USA - I  | 5:38.16 |
| 6      | Arthur Walter Tyler Edgar Duff Seymour             | USA - II | 5:40.08 |
| 7      | Franz Kapus Robert Alt                             | SUI - II | 5:40.11 |
| 8      | Andreas Ostler Hans Hohenester                     | EUA - II | 5:40.13 |
|        |                                                    |          |         |
| 13     | Marcel Leclef Albert Casteleyns                    | BEL - I  | 5:44.81 |

### 4-mansbob
| rang   | sporter(s)                                                                           | land     | tijd    |
| ------ | ------------------------------------------------------------------------------------ | -------- | ------- |
| Goud   | Franz Kapus Gottfried Diener Robert Alt Heinrich Angst                               | SUI - I  | 5:10.44 |
| Zilver | Eugenio Monti Ulrico Girardi Renzo Alverà Renato Mocellini                           | ITA - II | 5:12.10 |
| Brons  | Arthur Walter Tyler William Longstreth Dodge Charles Thomas Butler James Ernest Lamy | USA - I  | 5:12.39 |
| 4      | Max Angst Aby Gartmann Harry Warburton Rolf Gerber                                   | SUI - II | 5:14.27 |
| 5      | Dino De Martin Giovanni De Martin Giovanni Tabacchi Carlo De Prà                     | ITA - I  | 5:14.66 |
| 6      | Hans Rösch Martin Pössinger Lorenz Nieberl Silvester Wackerle                        | EUA - I  | 5:18.02 |
| 7      | Kurt Loserth Wilfried Thurner Karl Schwarzböck Frank Dominik                         | AUT - II | 5:18.29 |
| 8      | Franz Schelle Jakob Nirschel Hans Henn Edmund Koller                                 | EUA - II | 5:18.50 |

## Medaillespiegel
| rang | land             | goud | zilver | brons | totaal |
| ---- | ---------------- | ---- | ------ | ----- | ------ |
| 1    | Italië           | 1    | 2      | 0     | 3      |
| 2    | Zwitserland      | 1    | 0      | 1     | 2      |
| 3    | Verenigde Staten | 0    | 0      | 1     | 1      |
|      |                  | 2    | 2      | 2     | 6      |